# 工学院大学短期大学部
工学院大学短期大学部（こうがくいんだいがくたんきだいがくぶ）は、東京都新宿区角筈2-93に本部を置いていた日本の私立大学である。1950年に設置され、1957年に廃止された。

## 概要

### 大学全体
- 東京都新宿区に所在した日本の私立短期大学で、設置主体は学校法人工学院大学。
- 国内で最初に認可された短期大学149校[注 1]の1校として、1950年に3学科体制で開学した[1]。
- 1952年度入学生より増設により4学科体制となる。
- 1954年度の入学生を最後に[注釈 2]、1957年に短期大学としての使命を終える[注釈 3]。

### 学風および特色
- 工学院大学短期大学部は、夜間部のみが設置されていたことから勤労の傍らで学業に励む人々のための技術教育を行っていた様子がうかがえる。

## 沿革
- 1949年
  - 10月 文部省[注釈 4]に短期大学[注 2]の設置認可に関する申請を行う[注 3]。なお、学科・専攻は以下の通りとなっている[注 4]。
    - 機械科第二部 入学定員50名
    - 工業化学科第二部 入学定員50名
    - 電気科第二部 入学定員50名
    - 建設科第二部 入学定員50名
    - 工業化学科第二部 入学定員50名
- 1950年
  - 3月14日 左記を以て短期大学の設置が文部省[注釈 4]より認可される[注 5]。
  - 4月1日 左記を以て工学院大学短期大学部が以下の学科体制にて開学[注 6]。
    - 機械科第二部 入学定員50名
    - 工業化学科第二部 入学定員50名
    - 電気科第二部 入学定員50名
    - 建設科第二部 入学定員50名→不認可
    - 工業化学科第二部 入学定員50名→不認可
- 1952年
  - 4月1日 以下の学科を増設する[注 7]
    - 建築科第二部 入学定員50名[注 8]
- 1954年
  - 4月1日 この年度で短期大学としての学生募集を最終とする[注釈 2]。
- 1957年
  - 2月26日 左記をもって正式に廃止となる[注釈 3]。

## 基礎データ

### 所在地
- 東京都新宿区角筈2-93[注釈 1]

## 教育および研究

### 組織

#### 学科
- 機械科第二部[注釈 5]
- 工業化学科第二部[注釈 5]
- 電気科第二部[注釈 5]
- 建築科第二部[注釈 5]
- 工業経営科第二部[注 9]

#### 専攻科
- なし

#### 別科
- なし

#### 取得資格について
- 全ての学科を対象に教職課程として中学校教諭二級免許状（職業）と高等学校教諭二級免許状（工業）が設けられていた[注 10]。
- 建築科では、二級建築士受験資格が取得できる課程があったものとみられる。

#### 学生数[注 11]
| 学科名     | 学生数 | 女子内数 | 総定員 | 参照 |
| ---------- | ------ | -------- | ------ | ---- |
| 機械科     | 97     | 0        | 100    |      |
| 電気科     | 96     | 0        | 100    |      |
| 工業化学科 | 39     | 1        | 100    |      |
| 建築科     | 168    | 0        | 100    |      |

## 大学関係者と組織

### 大学関係者一覧

#### 大学関係者
- 野口尚一：短大の開学から閉学まで学長に歴任。

## 施設

### キャンパス
- 工学部と共同使用されていた。

## 対外関係

### 系列校
- 工学院大学

## 関連サイト
- 学園の沿革|工学院大学125周年